# Løgting
Législature 2022-2026
Løgtingshúsið
Le Løgting [ˈlœktiŋg] (en féroïen : Løgtingið) est le parlement monocaméral des îles Féroé. Il est composé de 33 députés élus pour 4 ans et siège à Tórshavn, la capitale de l'archipel.

## Histoire
À l'origine, cette assemblée est un Althing, comme en Islande, réunion publique dans laquelle tous les hommes libres de l'archipel se rencontrent afin de régler, par leurs délibérations, les affaires de la communauté. Ce thing devient par la suite un Løgting (« thing de la loi »), présidée par le løgmaður (« homme de loi ») rassemblant les représentants de chaque communauté locale.
Le Løgting se rassemble une fois par an pendant l'été sur la péninsule de Tinganes à Tórshavn et est traditionnellement associé à l'Ólavsøka, la fête de Saint Olaf, le 29 juillet. Il se tient d'abord à l'air libre, sur le promontoire, mais plus tard, l'assemblée s'installe dans l'un des petits monuments de Tinganes.
À partir de 1274, le Løgting applique non seulement les lois norvégiennes, édictées par Magnus VI, mais aussi des lois spécifiques à l'archipel, comme celles décrites dans la « lettre de moutons » (Seyðabrævið) (da) de 1298, qui réglemente l'élevage des brebis.
Vers la fin du XVIIe siècle, l'influence du Løgting décline au profit des représentants du roi. Après 1816, l'assemblée est abolie et les îles Féroé devinrent une possession danoise, gouvernée par un préfet et ses fonctionnaires. Il faut attendre l'année 1852 pour que le Løgting soit de nouveau reconstitué. Quatre ans plus tard, l'assemblée quitte Tinganes pour s'installer dans le « Løgtingshúsið », un bâtiment construit spécialement pour lui dans la vieille ville de Tórshavn (62° 00′ 38″ N, 6° 46′ 18″ O).

## Système électoral
Le Løgting comprend 33 sièges pourvus pour quatre ans au scrutin proportionnel plurinominal de liste dans une circonscription électorale unique. Après décompte des voix, les sièges sont répartis selon la méthode D'Hondt à tous les partis ayant franchi le seuil électoral d'un trentième des suffrages exprimés, soit environ 3,03 %,,.

## Résultats électoraux
| Date               | A    | B      | C      | D      | E    | F   | G   | H   | I     | Loysingarflokkurin | K      | L   | M   | Sosialistiski Loysingarflokkurin | O   |
| ------------------ | ---- | ------ | ------ | ------ | ---- | --- | --- | --- | ----- | ------------------ | ------ | --- | --- | -------------------------------- | --- |
| 18 juillet 1906    |      | 62,4 % |        | 37,6 % |      |     |     |     |       |                    |        |     |     |                                  |     |
| 2 février 1908     |      | 66,1 % |        | 33,9 % |      |     |     |     |       |                    |        |     |     |                                  |     |
| 12 février 1910    |      | 72,3 % |        | 24,3 % |      |     |     |     |       |                    | 3,4 %  |     |     |                                  |     |
| 2 février 1912     |      | 52,3 % |        | 41,6 % |      |     |     |     |       |                    | 6,0 %  |     |     |                                  |     |
| 2 février 1914     |      | 52,8 % |        | 47,2 % |      |     |     |     |       |                    |        |     |     |                                  |     |
| 28 février 1916    |      | 37,9 % |        | 51,7 % |      |     |     |     |       |                    | 10,4 % |     |     |                                  |     |
| 24 avril 1918      |      | 50,3 % |        | 49,7 % |      |     |     |     |       |                    |        |     |     |                                  |     |
| 22 janvier 1924    |      | 58,7 % |        | 39,1 % |      |     |     |     |       |                    | 2,2 %  |     |     |                                  |     |
| 23 janvier 1928    |      | 46,1 % | 10,6 % | 42,3 % |      |     |     |     |       |                    | 1,0 %  |     |     |                                  |     |
| 19 janvier 1932    |      | 50,1 % | 10,5 % | 37,3 % |      |     |     |     |       | 0,2 %              | 1,8 %  |     |     |                                  |     |
| 28 janvier 1936    |      | 33,7 % | 24,0 % | 34,2 % |      |     |     |     | 8,1 % |                    |        |     |     |                                  |     |
| 30 janvier 1940    | 24,7 | 32,3   | 23,9   | 16,2   |      |     |     |     |       | 1,6                | 1,3    |     |     |                                  |     |
| 24 août 1943       | 41,5 | 28,3   | 19,9   | 10,4   |      |     |     |     |       |                    |        |     |     |                                  |     |
| 6 novembre 1945    | 43,4 | 24,4   | 22,8   | 9,4    |      |     |     |     |       |                    |        |     |     |                                  |     |
| 8 novembre 1946    | 40,9 | 28,7   | 28,1   |        |      |     |     |     |       |                    | 2,3    |     |     |                                  |     |
| 8 novembre 1950    | 32,3 | 27,3   | 22,4   | 8,2    | 9,8  |     |     |     |       |                    |        |     |     |                                  |     |
| 8 novembre 1954    | 20,9 | 26,0   | 19,8   | 7,1    | 23,8 |     |     |     |       |                    | 2,5    |     |     |                                  |     |
| 8 novembre 1958    | 17,8 | 23,7   | 25,8   | 5,9    | 23,9 | 2,9 |     |     |       |                    |        |     |     |                                  |     |
| 8 novembre 1962    | 20,2 | 20,3   | 27,5   | 5,9    | 21,6 | 4,4 |     |     |       |                    |        |     |     |                                  |     |
| 8 novembre 1966    | 21,6 | 23,7   | 27,0   | 4,9    | 20,0 | 2,8 |     |     |       |                    |        |     |     |                                  |     |
| 7 novembre 1970    | 20,0 | 21,7   | 27,2   | 5,6    | 21,9 | 3,5 |     |     |       |                    |        |     |     |                                  |     |
| 7 novembre 1974    | 20,5 | 19,1   | 25,8   | 7,2    | 22,5 | 2,5 |     |     |       |                    | 2,5    |     |     |                                  |     |
| 7 novembre 1978    | 17,9 | 26,3   | 22,3   | 7,2    | 20,3 | 6,1 |     |     |       |                    |        |     |     |                                  |     |
| 7 novembre 1980    | 18,9 | 23,9   | 21,7   | 8,4    | 19,0 | 8,2 |     |     |       |                    |        |     |     |                                  |     |
| 7 novembre 1984    | 21,6 | 21,2   | 23,4   | 8,5    | 19,5 | 5,8 |     |     |       |                    |        |     |     |                                  |     |
| 8 novembre 1988    | 23,2 | 21,2   | 21,6   | 7,1    | 19,2 | 5,2 |     |     |       |                    | 0,0    | 2,1 |     |                                  |     |
| 17 novembre 1990   | 21,9 | 18,9   | 27,5   | 8,8    | 14,7 | 5,9 |     |     |       |                    |        |     |     | 2,3                              |     |
| 7 juillet 1994     | 16,0 | 23,4   | 15,3   | 5,6    | 13,7 | 6,3 | 5,8 | 9,5 |       |                    |        |     | 1,9 |                                  | 2,4 |
| 30 avril 1998      | 21,3 | 18,1   | 21,9   | 7,6    | 23,8 | 2,5 | 4,1 | 0,8 |       |                    |        |     |     |                                  |     |
| 30 avril 2002      | 20,8 | 26,0   | 20,9   | 4,4    | 23,7 |     | 4,2 |     |       |                    |        |     |     |                                  |     |
| 20 janvier 2004    | 20,6 | 23,7   | 21,8   | 4,6    | 21,7 |     | 5,2 |     |       |                    | 2,4    |     |     |                                  |     |
| 19 janvier 2008    | 20,1 | 21,0   | 19,3   | 7,2    | 23,3 |     | 8,4 |     |       |                    | 0,7    |     |     |                                  |     |
| 29 octobre 2011    | 22,5 | 24,7   | 17,7   | 4,2    | 18,3 |     | 6,2 |     |       |                    |        |     |     |                                  |     |
| 1er septembre 2015 | 18,9 | 18,8   | 25,1   | 4,0    | 20,8 |     | 5,7 |     |       |                    |        |     |     |                                  |     |
| Date               | A    | B      | C      | D      | E    | F   | G   | H   | I     | Loysingarflokkurin | K      | L   | M   | Sosialistiski Loysingarflokkurin | O   |

## Hémicycle

Le parlement issu des élections de 2011.
Le parlement issu des élections de 2015.
Le parlement issu des élections de 2019.
Le parlement actuel issu des élections de 2022

## Composition actuelle
| Parti                    | Parti                      | Voix   | %     | +/-  | Sièges | +/-           |
| ------------------------ | -------------------------- | ------ | ----- | ---- | ------ | ------------- |
|                          | Parti social-démocrate (C) | 9 094  | 26,58 | 4,44 | 9      | 2             |
|                          | Parti de l'union (B)       | 6 834  | 19,98 | 0,37 | 7      | en stagnation |
|                          | Parti du peuple (A)        | 6 473  | 18,92 | 5,62 | 6      | 2             |
|                          | République (E)             | 6 057  | 17,71 | 0,63 | 6      | en stagnation |
|                          | Progrès (F)                | 2 571  | 7,52  | 2,91 | 3      | 1             |
|                          | Parti du centre (H)        | 2 242  | 6,55  | 1,18 | 2      | en stagnation |
|                          | Autogouvernement (D)       | 938    | 2,74  | 0,68 | 0      | 1             |
|                          |                            |        |       |      |        |               |
| Votes valides            | Votes valides              | 34 209 | 99,57 |      |        |               |
| Votes blancs             | Votes blancs               | 95     | 0,28  |      |        |               |
| Votes invalides          | Votes invalides            | 52     | 0,15  |      |        |               |
| Total                    | Total                      | 34 356 | 100   | –    | 33     | en stagnation |
| Abstention               | Abstention                 | 4 664  | 11,95 |      |        |               |
| Inscrits / participation | Inscrits / participation   | 39 020 | 88,05 |      |        |               |